# Centre de linguistique appliquée de Besançon
 (janvier 2022).
Si vous disposez d'ouvrages ou d'articles de référence ou si vous connaissez des sites web de qualité traitant du thème abordé ici, merci de compléter l'article en donnant les références utiles à sa vérifiabilité et en les liant à la section « Notes et références ».
Pour les articles homonymes, voir CLA.
Le Centre de linguistique appliquée (CLA) de Besançon est un centre d'apprentissage linguistique, composante de l'université Marie-et-Louis-Pasteur.

## Histoire
Le CLA a été créé en 1958, comme une partie de l'université de Franche-Comté. Il est installé aujourd'hui dans le bâtiment de la « City », au 6, rue Gabriel Plançon à Besançon.  
Le CLA accueille chaque année plus de 4 000 stagiaires de divers pays.  
Le Centre propose divers apprentissages de langues, principalement le français, mais aussi l'allemand, l'anglais, l'espagnol, le portugais, le japonais, l'italien, l'arabe, le russe et le chinois. Son enseignement s’appuie sur des recherches en linguistique appliquée.